# Liste der Flughäfen in Spanien
Liste der Flugplätze in Spanien.
| Name des Flughafens              | Autonome Gemeinschaft | ICAO-Code | IATA-Code | Eröffnung | Passagiere        | Luftfracht in t | Flugbewegungen | Kapazität (PAX pro Jahr) |
| -------------------------------- | --------------------- | --------- | --------- | --------- | ----------------- | --------------- | -------------- | ------------------------ |
| Flughafen A Coruña               | Galicien              | LECO      | LCG       | 1953      | 1.237.569 (2024)  | 54 (2024)       | 14.490 (2024)  | 1.300.000                |
| Flughafen Madrid-Barajas         | Madrid                | LEMD      | MAD       | 1931      | 66.196.984 (2024) | 766.818 (2024)  | 420.182 (2024) | 70.000.000               |
| Flughafen Albacete               | Kastilien-La Mancha   | LEAB      | ABC       | 1928      | 2.107 (2024)      | 0 (2024)        | 802 (2024)     | 300.000                  |
| Heliport Algeciras               | Andalusien            | LEAG      | AEI       | 2010      | 33.750 (2024)     | 0 (2024)        | 2.728 (2024)   | 100.000                  |
| Flughafen Alicante               | Valencia              | LEAL      | ALC       | 1967      | 18.387.387 (2024) | 4.247 (2024)    | 90.111 (2024)  | 19.000.000               |
| Flughafen Almería                | Andalusien            | LEAM      | LEI       | 1968      | 786.205 (2024)    | 0,781 (2024)    | 11.045 (2024)  | 1.600.000                |
| Flughafen Asturias               | Asturien              | LEAS      | OVD       | 1968      | 1.993.256 (2024)  | 7 (2024)        | 15.465 (2024)  |                          |
| Flughafen Badajoz                | Extremadura           | LEBZ      | BJZ       | 1954      | 91.352 (2024)     | 0 (2024)        | 3.446 (2024)   | 300.000                  |
| Flughafen Bilbao                 | Baskenland            | LEBB      | BIO       | 1948      | 6.777.267(2024)   | 928 (2024)      | 52.538 (2024)  |                          |
| Flughafen Burgos                 | Kastilien und Leon    | LEBG      | RGS       | 2008      | 2.495 (2024)      | 0 (2024)        | 22.538 (2024)  | 300.000                  |
| Heliport Ceuta                   | Ceuta                 | GECE      |           | 2004      | 80.649 (2024)     | 0 (2024)        | 7.513 (2024)   | 150.000                  |
| Flughafen Ciudad Real            | Kastilien-La Mancha   | LERL      | CQM       | 2008      |                   |                 |                |                          |
| Flughafen Lanzarote              | Kanaren               | GCRR      | ACE       | 1936      | 8.714.285 (2024)  | 508 (2024)      | 71.605 (2024)  | 8.800.000                |
| Flughafen Castellón              | Valencia              | LECH      | CDT       | 2014      | 37.398 (2021)     |                 | 5.844 (2021)   |                          |
| Flughafen Córdoba                | Andalusien            | LEBA      | ODB       | 1958      | 8.629 (2024)      | 0 (2024)        | 15.052 (2024)  |                          |
| Flughafen El Hierro              | Kanaren               | GCHI      | VDE       | 1972      | 322.110 (2024)    | 53 (2024)       | 6.403 (2024)   | 350.000                  |
| Flughafen Granada-Jaén           | Andalusien            | LEGR      | GRX       | 1972      | 1.133.562 (2024)  | 0 (2024)        | 18.442 (2024)  | 2.200.000                |
| Flughafen Fuerteventura          | Kanaren               | GCFV      | FUE       | 1969      | 6.445.965 (2024)  | 349 (2024)      | 52.032 (2024)  | 8.200.000                |
| Flughafen Girona                 | Katalonien            | LEGE      | GRO       | 1967      | 1.997.857 (2024)  | 302 (2024)      | 24.368 (2024)  | 7.200.000                |
| Flughafen Gran Canaria           | Kanaren               | GCLP      | LPA       | 1930      | 15.211.338 (2024) | 18.413 (2024)   | 140.464 (2024) | 20.000.000               |
| Flughafen Huesca-Pirineos        | Aragonien             | LEHC      | HSK       | 2007      | 488 (2024)        | 0 (2024)        | 1.743 (2024)   | 300.000                  |
| Flughafen Ibiza                  | Balearen              | LEIB      | IBZ       | 1949      | 9.069.410 (2024)  | 860 (2024)      | 83.049 (2024)  | 9.000.000                |
| Flughafen Murcia                 | Murcia                | LEMI      | RMU       | 2019      | 907.668 (2024)    | 0 (2024)        | 7.140 (2024)   | 4.000.000                |
| Flughafen Jerez                  | Andalusien            | LEJR      | XRY       | 1937      | 948.936 (2024)    | 0,009 (2024)    | 52.527 (2024)  | 2.700.000                |
| Flughafen Barcelona              | Katalonien            | LEBL      | BCN       | 1918      | 55.034.955 (2024) | 181.688 (2024)  | 347.977 (2024) | 55.000.000               |
| Flughafen La Gomera              | Kanaren               | GCGM      | GMZ       | 1999      | 120.707 (2024)    | 7 (2024)        | 3.792 (2024)   | 300.000                  |
| Flughafen La Palma               | Kanaren               | GCLA      | SPC       | 1970      | 1.496.023 (2024)  | 320 (2024)      | 24.381 (2024)  | 2.500.000                |
| Flughafen León                   | Kastilien und Leon    | LELN      | LEN       | 1920      | 62.115 (2024)     | 0 (2024)        | 3.268 (2024)   | 600.000                  |
| Flughafen Lleida                 | Katalonien            | LEDA      | ILD       | 2010      | 45.532 (2018)     |                 | 6.063 (2018)   |                          |
| Flughafen Logroño                | La Rioja              | LELO      | RJL       | 1928      | 18.632 (2024)     | 0 (2024)        | 8.781 (2024)   | 300.000                  |
| Flughafen Madrid-Cuatro Vientos  | Madrid                | LECU      |           | 1911      | 1.484 (2024)      | 0,002 (2024)    | 63.893 (2024)  |                          |
| Flughafen Madrid-Torrejón        | Madrid                | LETO      | TOJ       |           | 34.461 (2008)     | 0,01 (2008)     | 15.291 (2008)  |                          |
| Flughafen Melilla                | Melilla               | GEML      | MLN       | 1969      | 507.957 (2024)    | 32 (2024)       | 10.977 (2024)  | 500.000                  |
| Flughafen Menorca                | Balearen              | LEMH      | MAH       | 1969      | 4.172.136 (2024)  | 596 (2024)      | 36.949 (2024)  | 4.000.000                |
| Flughafen Málaga                 | Andalusien            | LEMG      | AGP       | 1919      | 24.923.774 (2024) | 3.589 (2024)    | 174.915 (2024) | 27.000.000               |
| Flughafen Murcia-San Javier      | Murcia                | LELC      | MJV       | 1929      | 0 (2024)          | 0 (2024)        | 0 (2024)       | 1.500.000                |
| Flughafen Palma de Mallorca      | Balearen              | LEPA      | PMI       | 1935      | 33.298.164 (2024) | 6.756 (2024)    | 243.200 (2024) | 34.000.000               |
| Flughafen Pamplona               | Navarra               | LEPP      | PNA       | 1930      | 220.423 (2024)    | 2 (2024)        | 5.835 (2024)   | 850.000                  |
| Flughafen Reus                   | Katalonien            | LERS      | REU       | 1935      | 1.181.520 (2024)  | 0 (2024)        | 21.921 (2024)  | 1.600.000                |
| Flughafen Sabadell               | Katalonien            | LELL      | QSA       | 1934      | 6.569 (2024)      | 0 (2024)        | 58.694 (2024)  |                          |
| Flughafen Salamanca              | Kastilien und Leon    | LESA      | SLM       | 1937      | 20.215 (2024)     | 0 (2024)        | 8.435 (2024)   | 300.000                  |
| Flughafen San Sebastián          | Baskenland            | LESO      | EAS       | 1955      | 486.494 (2024)    | 0 (2024)        | 6.015 (2024)   | 700.000                  |
| Flughafen Santiago de Compostela | Galicien              | LEST      | SCQ       | 1937      | 3.640.664 (2024)  | 4.942 (2024)    | 26.968 (2024)  | 4.500.000                |
| Flughafen Santander              | Kantabrien            | LEXJ      | SDR       | 1953      | 1.095.308 (2024)  | 0,02 (2024)     | 11.721 (2024)  | 1.500.000                |
| Flughafen Sevilla                | Andalusien            | LEZL      | SVQ       | 1929      | 9.175.072 (2024)  | 10.954 (2024)   | 71.440 (2024)  | 6.500.000                |
| Flugplatz Son Bonet              | Balearen              | LESB      |           | 1920      | 9.907 (2024)      | 0 (2024)        | 18.242 (2024)  |                          |
| Flughafen Teneriffa Nord         | Kanaren               | GCXO      | TFN       | 1946      | 6.762.702 (2024)  | 12.862 (2024)   | 82.063 (2024)  | 6.500.000                |
| Flughafen Teneriffa Süd          | Kanaren               | GCTS      | TFS       | 1978      | 13.740.411 (2024) | 776 (2024)      | 90.508 (2024)  | 12.000.000               |
| Flughafen Teruel                 | Aragonien             | LETL      | TEV       | 2013      |                   |                 |                |                          |
| Flughafen Valencia               | Valencia              | LEVC      | VLC       | 1933      | 10.811.672 (2024) | 12.893 (2024)   | 87.497 (2024)  | 10.500.000               |
| Flughafen Valladolid             | Kastilien und Leon    | LEVD      | VLL       | 1938      | 192.038 (2024)    | 0,225 (2024)    | 6.599 (2024)   | 500.000                  |
| Flughafen Vigo                   | Galicien              | LEVX      | VGO       | 1954      | 1.058.529 (2024)  | 315 (2024)      | 11.515 (2024)  | 2.000.000                |
| Flughafen Vitoria                | Baskenland            | LEVT      | VIT       | 1980      | 263.328 (2024)    | 70.490 (2024)   | 13.846 (2024)  | 700.000                  |
| Flughafen Saragossa              | Aragonien             | LEZG      | ZAZ       | 1940      | 694.355 (2024)    | 181.409 (2024)  | 10.378 (2024)  | 2.000.000                |